# Aldo Bressanutti
Aldo Bressanutti (Latisana, 31 ottobre 1923) è un pittore italiano.

## Biografia
Figlio di Marcella e Antonio, il padre era un falegname e la madre vendeva carbone a Trieste. Il piccolo Aldo viene alla luce sul carro di carbone della madre, sul ponte di Latisana, durante uno dei periodici viaggi che essa compie tra Trieste ed il Veneto per rifornirsi di carbone. È il 31 ottobre del 1923.
I Bressanutti hanno 3 figli e vivono in assoluta povertà. Nel 1929 mentre la madre inizia a commerciare frutta e verdura a Trieste e il padre trova lavoro alla Fincantieri di Monfalcone, Aldo, che frequenta le scuole elementari, inizia a disegnare riproducendo ciò che lo circonda, e per sfamarsi incomincia a vendere o barattare qualche suo disegno in cambio di un po’ di cibo. Di fatto il piccolo Aldo vive abbandonato a se stesso e nel 1931, a otto anni, sorpreso dalla polizia municipale a dormire per strada, viene inserito in un programma socioassistenziale e trasferito all'orfanotrofio Duca D'Aosta di Gradisca d'Isonzo, dove rimane, benvoluto, fino al 1940, vivendo da orfano pur con i genitori viventi.
Compiuti i 16 anni lascia l’istituto e trova lavoro presso L'ECA (Ente comunale Assistenza) di Trieste, prima come archivista e poi come fattorino presso la società cantieristica navale Ansaldo, dove si fa notare per la sua predisposizione per il disegno fino a venir promosso a disegnatore.
Nel 1942, a diciannove anni, realizza il suo primo dipinto, Cineserie, un olio su tela in cui riproduce un servizio da tè di fattura cinese.
Nello stesso anno viene arruolato ed inviato a Banne, una località sull’altipiano triestino, e poi, con il grado di Caporale, trasferito a Motta di Livenza, dove, l’8 settembre 1943, lo coglie l'armistizio.
Torna a Trieste ed inizia a lavorare alla polveriera di Monte S. Pantaleone recuperando granate e bombe. Un sabato, a conclusione di una delle adunate obbligatorie fasciste a cui, suo malgrado, deve partecipare, viene prelevato dalle forze tedesche che di fatto occupano la città e caricato su un treno per la Germania. Chiuso in un carro bestiame assieme ad altre centinaia di prigionieri, raggiunge Rheingönheim, una cittadina posta sulla riva occidentale del Reno, dove viene avviato ai lavori forzati.
Dopo lo sbarco in Normandia viene trasferito ad Altrip, un piccolo paese tedesco dove la vita, per lui, diventa meno dura, e vi rimane fino al maggio del 1945.
Mentre i reparti francesi raggiungono la zona, Aldo Bressanutti, insieme ad alcuni compagni, fugge da Altrip e inizia la lunga marcia di ritorno verso Trieste. Tuttavia, raggiunta Innsbruck, vi trova lavoro come contadino. Vi rimane un anno intero, e nell'estate del 1946 fa ritorno finalmente a Trieste dove riabbraccia la sorella, ma non il fratello Guglielmo, morto nel frattempo a Buchenwald.

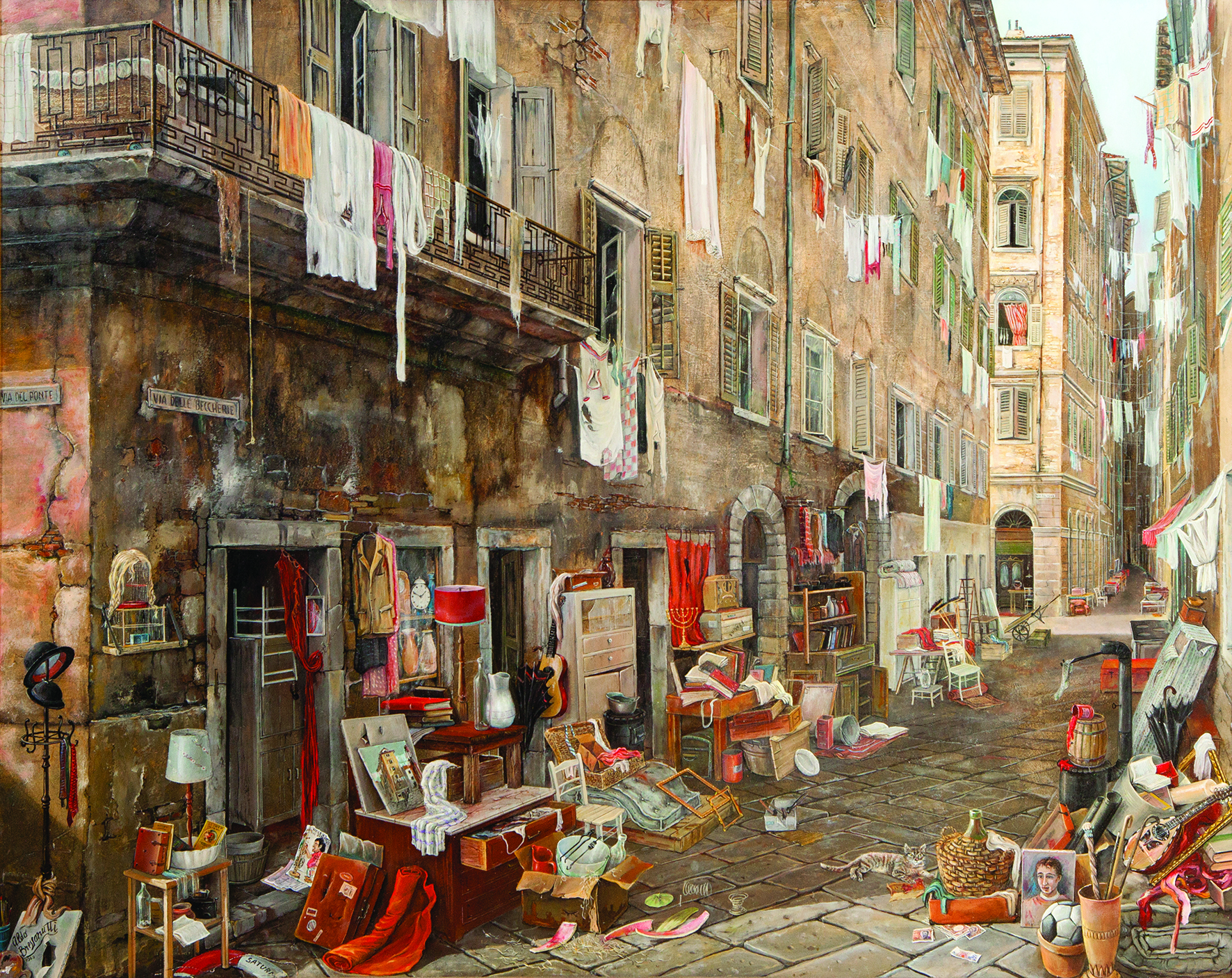
Il ghetto, 1969

Riprende subito a dipingere, realizzando soprattutto vedute cittadine, e la pittura diventa la sua ragione di vita. Viene assunto nella polizia civile e vi rimane per nove anni. In questo periodo inizia ad esporre le proprie opere ottenendo i suoi primi riconoscimenti locali. Quindi, spinto e sostenuto da Cesare Sofianopulo, nel 1955 espone finalmente una sua opera fuori città: a Torino.
Nel 1956 viene assunto come bidello alla scuola Elementare S.Rocco a Muggia.
Continua a dipingere con sempre maggior successo, realizzando soprattutto interni prima affollati di oggetti e quindi spogli, avvicinandosi, pur a sua insaputa, alla corrente iperrealista e metafisica ed espone, finalmente, a fine anni sessanta, anche a Roma.
A coronamento del decennio, il Civico Museo Revoltella di Trieste acquista un suo interno.
Nel 1971 inizia una prolifica produzione di incisioni ad acquaforte a carattere vedutistico. Ne seguiranno sei pubblicazioni di notevole importanza, contenenti svariate centinaia di opere grafiche.
Negli anni settanta si dedica anche al surrealismo, e alcune sue opere vengono utilizzate per illustrare le copertine della Collana Galassia delle edizioni Dall'Olio.
Nel 1973 la Galleria Angolare di Milano lo promuove alla Kunstmesse di Berlino, e nello stesso anno, a Massa, riceve il premio Michelangelo d’oro per la categoria pittura.
Dal 1975, dopo la Mostra d’Arti Plastiche di Udine, inizia il sodalizio con lo scultore Villi Bossi e il pittore Giovanni Duiz, che li porterà ad esporre assieme a Trieste, Muggia, e in altre diverse località del Friuli e dell’Istria. Dagli anni ottanta in poi allestisce sue mostre personali in Australia, in Canada, in Spagna ed in Austria, oltrecché in Italia, partecipando anche a mostre collettive in altre nazioni europee.
Nel 1983 viene nominato Cavaliere della Repubblica Italiana per meriti artistici, nel 1987 Cavaliere Ufficiale della Repubblica e nel 2009 gli viene conferito il titolo di Commendatore.
Nel primo ventennio degli anni 2000, Bressanutti continua a dipingere ed esporre in varie località italiane ed estere, e nel 2020 il Comune di Monfalcone allestisce una sua mostra antologica presso la Galleria d'Arte Contemporanea della città.
Il 29 luglio 2021 gli viene conferita la cittadinanza onoraria del Comune di Staranzano.

## Opere
Noto per i suoi quadri di Interni, nella sua lunga carriera Bressanutti ha affrontato diversi generi, tra cui il surrealismo, e quello figurativo vedutistico, in particolare oli e acqueforti di scorci di Trieste vecchia.

## Pubblicazioni principali
- Istria pittoresca, 1978
- Friuli pittoresco, 1980
- Trieste dal Timavo a Punta Grossa, 1982
- Muggia storica e pittorica, 1986
- Terra d’Istria, 1987
- Ricordando Trieste, 1992